# Суело
Суѐло (на италиански: Suello, на западноломбардски: Süel, Сюел) е село и община в Северна Италия, провинция Леко, регион Ломбардия. Разположено е на 275 m надморска височина. Населението на общината е 1727 души (към 2014 г.).